# Het meisje met de blauwe hoed (film)
Het meisje met de blauwe hoed is een Nederlandse film uit 1934 in zwart-wit met geluid. De film is een bewerking van het gelijknamig boek van Johan Fabricius.
De film was een ongewone productie in die tijd, de kosten liepen op tot 100.000 gulden, en er werd voor het eerst gebruikgemaakt van een rijdende camera in de Cinetone Klankfilm studio's. De film wordt ook wel omschreven als een legerfilm.

## Verhaal
De sullige Daantje Pieters werkt in een kruidenierszaak in Schoonhoven als hij plotseling wordt opgeroepen om in Den Haag voor het Nederlandse leger te dienen. Daantje noch zijn ouders zijn blij met het nieuws, maar hij moet niettemin in dienst gaan, omdat hij anders wordt beschouwd als deserteur. Eenmaal bij het leger aangekomen wordt Daantje het slachtoffer van de plagerijen van zijn medemilitairen. Vooral zijn kamergenoot Toontje heeft er veel plezier in hem voor de gek te houden. Het enige wat hem gaande houdt is de gedachte aan 'het meisje met den blauwen hoed', een prachtige jongedame die hij in Den Haag opmerkte.
Ondanks het onvriendelijke begin, worden Daantje en Toontje al snel goede kameraden. Tijdens een bezoek aan een revue van Lou Bandy merkt Daantje wederom het meisje met de blauwe hoed op. Hij is te verlegen om haar te benaderen, maar Toontje regelt een ontmoeting in een kroeg, tot grote ergernis van haar afspraakje. Het meisje, dat luistert naar de naam Betsie, voelt zich aangetrokken tot Daantje en de twee brengen een romantische avond door. De volgende dag wordt Daantje als gevolg van een grap van Toontje in een negatief daglicht gesteld bij de kapitein. Uit schuldgevoel is  Toontje nu vastbesloten om Daantje aan Betsie te koppelen.
Met behulp van Toontje is Daantje in staat om Betsie te beladen met cadeaus. Ze worden verliefd en het duurt niet lang voordat Daantje haar een huwelijksaanzoek doet. Zij is enthousiast, maar staat er op dat hij eerst toestemming krijgt van haar ouders. De tijd verstrijkt en Betsie blijkt niet de perfecte partner. Tot Daantjes grote ergernis wil ze elke avond uitgaan, wat hem veel geld kost. Hij is zelfs genoodzaakt om geld te lenen om dure spullen voor Betsie te kopen. Hoofdzakelijk door Toontjes ongegeneerd binnenvallen zijn Betsies ouders niet onder de indruk van Daantje, maar Betsie verlooft zich niettemin met hem.
Ook als Daantje duidelijk maakt dat hij bijna blut is, verbreekt ze het contact niet. Hij neemt haar mee naar zijn ouderlijk huis in Gouda. Daantjes moeder is niet onder de indruk van de seksueel vrijgevochten Betsie en ziet haar zoon liever trouwen met zijn buurmeisje Truus Jansma, een keurige jongedame. Betsie merkt dat men op haar neerkijkt en vertelt Daantje in vertrouwen dat hij beter af is bij Truus. Daantje verzekert haar echter dat zij de enige voor hem is. Eenmaal terug in Den Haag realiseert Betsie zich dat zij en Daantje niet bij elkaar passen. Ze legt uit dat ze te wild voor hem is en verbreekt de verloving.

## Rolbezetting
| Acteur                 | Personage           |
| ---------------------- | ------------------- |
| Truus van Aalten       | Betsie              |
| Lou Bandy              | Toontje Bulthuis    |
| Roland Varno           | Daantje Pieters     |
| Adriënne Solser        | Juffrouw Pieters    |
| Hein Harms             | Meneer Pieters      |
| Willem van der Veer    | Kapitein            |
| Willy Haak             | Zijn vrouw          |
| Matthieu van Eysden    | De fourier          |
| Dries Krijn            | De schrijver        |
| Johnny Roeg            | De sergeant         |
| Emilie van Stuve       | De luitenant        |
| Gusta Chrispijn-Mulder | Juffrouw Jansma     |
| Lau Ezerman            | Meneer Jonas Jansma |
| Jules Verstraete       |                     |
| Toni van den Berg      | Truus Jansma        |

## Trivia
- De film werd samen met de films De Big van het Regiment en Ergens in Nederland tijdens de Tweede Wereldoorlog verboden vanwege de oorlogspropaganda.
- Dit is de enige Nederlandse film van hoofdrolspeelster Truus van Aalten, die in Duitsland en Oostenrijk faam verwierf in films aldaar.
- Lou Bandy zingt in deze film de liedjes "In de petoet" en "Vaste verkering", die spoedig hits in Nederland werden.
- In 1972 werd een zevendelige televisieserie uitgezonden met Jenny Arean en André van Duin in de hoofdrollen. Vanwege de lengte was het verhaal herbewerkt; de serie bevatte meer scènes en liedjes. Zie Het meisje met de blauwe hoed.

## Weblinks
- Het meisje met de blauwe hoed, Eye Filmmuseum